# Герцог де Валенсия
 Герцог де Валенсия (исп. Duque de Valencia) — испанский аристократический титул. Он был создан 26 ноября 1847 года королевой Изабеллой II для капитан-генерала Рамона Марии Нарваэса и Кампоса (1800—1868). Рамон Нарваэс был фактически диктатором Испании в 1843—1851 годах, главой правительства в 1844—1846, 1846, 1847—1849, 1849—1851, 1856—1857, 1864—1865, 1866—1868 годах, министром обороны (1844—1846, 1846, 1847, 1866—1868) и министром иностранных дел (1844, 1846, 1847).
После смерти в 1868 году Рамона Марии Нарваэса и Кампоса, не оставившего потомства, ему наследовал его племянник, Хосе Мария де Нарваэс и Порсель, 2-й герцог де Валенсия (1826—1890).

## Список герцогов де Валенсия

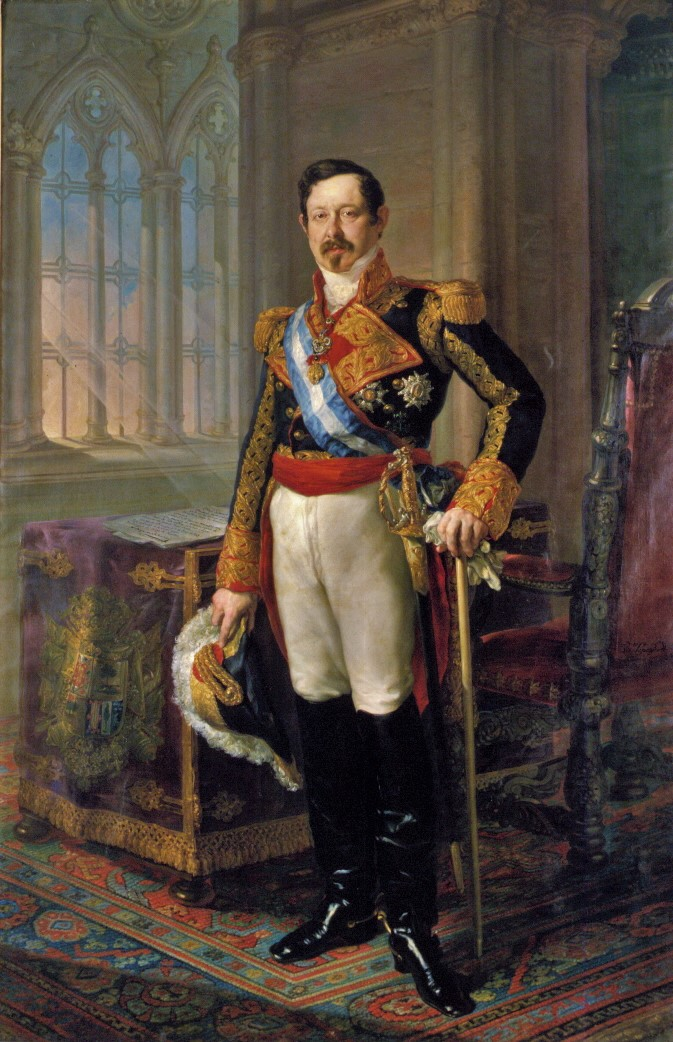
Рамон Мария Нарваэс и Кампос, 1-й герцог де Валенсия. Висенте Лопес и Портанья. (Музей изящных искусств Валенсии).

- Рамон Мария Нарваэс и Кампос, 1-й герцог де Валенсия (4 августа 1800 — 22 апреля 1868), сын Хосе Марии Нарваэса и Порселя и Марии Рамоны Кампос и Матеос
- Хосе Мария де Нарваэс и Порсель, 2-й герцог де Валенсия , 1-й маркиз де Окендо, 2-й виконт де Алиатор (14 июля 1826 — 3 января 1888), сын Хосе Нарваэса и Кампоса, 2-го графа де Каньяда-Альта, и Епифании Порсель и Вальдивия, племянник предыдущего
- Хосе Мария де Нарваэс дель Агила, 3-й герцог де Валенсия , 2-й маркиз Грасия-Реал, 14-й маркиз де Эспеха, 4-й граф Каньяда-Альта, 3-й виконт де Алиатор (1854 — 19 декабря 1915), старший сын предыдущего и Марии Хосефы дель Агилы и Себальос, 13-й маркизы де Эспеха (1827—1888)
- Хосе Мария де Нарваэс и Перес де Гусман эль Буэно, 4-й герцог де Валенсия , 3-й маркиз Грасия-Реал, 5-й маркиз Овьеко, 5-й граф де Каньяда-Альта, 4-й виконт де Алиатор (17 октября 1885 — 14 июля 1941), старший сын предыдущего и Марии Луизы Перес де Гусман эль Буэно и Гордон (1858—1934)
- Луиса Мария де Нарваэс и Мациас, 5-я герцогиня де Валенсия , 2-я маркиза де Картаго, 5-я графиня де Каньяда-Альта, 5-я виконтесса де Алиатор (1 октября 1912 — май 1983), старшая дочь предыдущего и Марии дель Кармен Мациас и Рамирес де Арельяно (1887-?)
- Мария Хосефа де Нарваэс и Марциас, 6-я герцогиня де Валенсия (1915—1994), младшая сестра предыдущей
- Хуан Диас Нарваэс, 7-й герцог де Валенсия (25 июля 1948 — 21 октября 2015), единственный сын предыдущей и Хосе Марии Диаса Треспаласиоса (1916—1977)
- Абигейл Нарваэс Родригес-Ариас, 8-я герцогиня де Валенсия , 3-я маркиза де Картаго (род. 1972), старшая дочь предыдущего и Матильды Марии Паломы Родригес-Ариас Эспиносы.